# Teyla Emmagan
Teyla Emmagan je fiktivní postava z televizního seriálu Stargate Atlantis ztvárněná herečkou Rachel Luttrell. Je Athosianka pocházející z planety Athos v galaxii Pegasus a s týmem Johna Shepparda se setkala, když jejich svět začali sklízet Wraithové. Většina její rodiny byla sklizena Wraithy. Po posledním útoku Wraithů na její domovskou planetu ji i se svým lidem opustila a odešla na Atlantis. Má velké znalosti světů a národů v galaxii Pegasus, čehož využívá coby členka Sheppardova týmu. Kvůli dávnému pokusu wraithského vědce na Teyliných předcích má Teyla ve své DNA část wraithské DNA, což jí umožňuje Wraithy vycítit a napojit se na jejich komunikaci. Mezi její nejbližší přátele patří Ronon Dex, ale velmi blízko má i k podplukovníkovi Sheppardovi.